# Campeonato de Fútbol de Costa Rica 1987
La temporada 1987 de la Liga Superior fue la 68.ª edición de la máxima categoría del sistema de Ligas costarricenses de fútbol. Se disputó desde el 2 de agosto de 1987 y concluyó el 19 de mayo de 1988.
El equipo Herediano se proclamó campeón al ganar la gran final ante Cartaginés.

## Sistema de competición
La temporada de la Liga Superior estuvo conformada en tres partes:
- Fase de clasificación: Se integró por las 36 jornadas del certamen.
- Fase pentagonal: Se integró por dos grupos de cinco equipos, uno por el título y otro por el no descenso.
- Gran final: Disputaron la serie el líder de la clasificación y el líder de la pentagonal por el título.

### Fase de clasificación
En la fase de clasificación se observó el sistema de puntos. La ubicación en la tabla general, estuvo sujeta a lo siguiente:
- Por juego ganado se otorgaron dos puntos.
- Por juego empatado se otorgó un punto.
- Por juego perdido no se otorgaron puntos.
- Al equipo ganador de una vuelta se le otorgó 0,5 puntos como ventaja para la pentagonal por el título.

En esta fase participaron los 10 clubes de la Liga Superior jugando todos contra todos durante las 36 jornadas respectivas a lo largo de la temporada, a visita recíproca durante cuatro vueltas.
El orden de los clubes al final de la fase de clasificación del torneo correspondió a la suma de los puntos obtenidos por cada uno de ellos y se presentó en forma descendente. Si al finalizar las 36 jornadas del torneo, dos o más clubes estuviesen empatados en puntos, su posición en la tabla general fue determinada atendiendo a los siguientes criterios de desempate:
1. Mayor diferencia positiva general de goles. Este resultado se obtiene mediante la sumatoria de los goles anotados a todos los rivales, en cada campeonato menos los goles recibidos de estos.
2. Mayor cantidad de goles a favor, anotados a todos los rivales dentro de la misma competencia.
3. Mejor puntuación particular que hayan conseguido en las confrontaciones particulares entre ellos mismos.
4. Mayor diferencia positiva particular de goles, la cual se obtiene sumando los goles de los equipos empatados y restándole los goles recibidos.
5. Mayor cantidad de goles a favor que hayan conseguido en las confrontaciones entre ellos mismos.
6. Como última alternativa, el ente organizador realizaría un sorteo para el desempate.

### Fase pentagonal
Al término de las 36 jornadas de la fase anterior, los diez equipos fueron divididos en dos grupos de cinco, donde de acuerdo con su posición los cinco primeros optaban por una gran final por el título y los cinco restantes por evitar el descenso. Para el primer grupo, se tiene como antecedente el equipo que resultó líder de la fase anterior, si este repetía su condición se adjudicaba con el título sin necesidad de una final. De lo contrario, si otro club consigue el primer lugar de esta segunda fase, se extiende el campeonato a una serie final.
El último equipo clasificado de la tabla general acumulada, tras los resultados de las dos fases resumidas en 44 partidos, sería reemplazado por el campeón de la segunda categoría para la siguiente campaña. En total se desarrollaron 10 fechas de visita recíproca con un equipo libre en cada jornada.

### Gran final
Se disputó entre el líder de la etapa de clasificación y el líder de la pentagonal por el título a dos partidos para definir un campeón.
Los dos equipos mejores posicionados del campeonato fueron representantes de Costa Rica para el Torneo Centroamericano y la Copa de Campeones de la Concacaf de 1989.

## Información de los equipos
Tomaron parte en el torneo diez clubes, teniendo como ascendido el equipo de Curridabat.
| Equipo       | Entrenador          | Ciudad     | Estadio           |
| ------------ | ------------------- | ---------- | ----------------- |
| Alajuelense  | Leroy Lewis         | Alajuela   | Morera Soto       |
| Cartaginés   | Juan Luis Hernández | Cartago    | "Fello" Meza      |
| Curridabat   | Didier Castro       | Curridabat | "Lito" Monge      |
| Guanacasteca | Franklin Toruño     | Nicoya     | Chorotega         |
| Herediano    | Antonio Moyano      | Heredia    | Rosabal Cordero   |
| Limonense    | Manuel Solano       | Limón      | Juan Gobán        |
| Puntarenas   | Marvin Rodríguez    | Puntarenas | "Lito" Pérez      |
| Ramonense    | Carlos Losilla      | San Ramón  | "Palmareño" Solís |
| San Carlos   | Theodorus Cremmers  | Quesada    | Carlos Ugalde     |
| Saprissa     | Raúl Bentancor      | Tibás      | Ricardo Saprissa  |

### Relevo de plazas
| Descendido a Liga Mayor |
| ----------------------- |
| A. D. Sagrada Familia   |

| Ascendido de Liga Mayor |
| ----------------------- |
| Municipal Curridabat    |

## Fase de clasificación

### Tabla de posiciones
| Pos. | Equipo               | Pts. | PJ | G  | E  | P  | GF | GC | Dif. | Notas                    |
| ---- | -------------------- | ---- | -- | -- | -- | -- | -- | -- | ---- | ------------------------ |
| 1    | C. S. Herediano      | 48   | 36 | 18 | 12 | 6  | 60 | 29 | +31  | Gran final y pentagonal  |
| 2    | Deportivo Saprissa   | 47   | 36 | 17 | 13 | 6  | 42 | 22 | +20  | Pentagonal               |
| 3    | L. D. Alajuelense    | 43   | 36 | 13 | 17 | 6  | 46 | 25 | +21  | Pentagonal               |
| 4    | C. S. Cartaginés     | 38   | 36 | 12 | 14 | 10 | 39 | 36 | +3   | Pentagonal               |
| 5    | Municipal Puntarenas | 38   | 36 | 14 | 10 | 12 | 38 | 31 | +7   | Pentagonal               |
| 6    | A. D. Guanacasteca   | 35   | 36 | 12 | 11 | 13 | 32 | 37 | −5   | Liguilla del no descenso |
| 7    | A. D. San Carlos     | 33   | 36 | 12 | 9  | 15 | 31 | 37 | −6   | Liguilla del no descenso |
| 8    | A. D. Ramonense      | 29   | 36 | 5  | 19 | 12 | 23 | 35 | −12  | Liguilla del no descenso |
| 9    | A. D. Limonense      | 28   | 36 | 8  | 12 | 16 | 22 | 45 | −23  | Liguilla del no descenso |
| 10   | Municipal Curridabat | 21   | 36 | 6  | 9  | 21 | 27 | 63 | −36  | Liguilla del no descenso |

 Fuente: La República
Criterios de clasificación: Puntos · Diferencia de goles · Goles a favor

## Resultados
| Jornada 1          | Jornada 1 | Jornada 1    | Jornada 1       | Jornada 1   | Jornada 1 |
| Local              | Resultado | Visitante    | Estadio         | Fecha       |           |
| ------------------ | --------- | ------------ | --------------- | ----------- | --------- |
| Puntarenas         | 2 - 3     | Ramonense    | Chorotega       | 2 de agosto |           |
| Alajuelense        | 1 - 1     | San Carlos   | Morera Soto     | 2 de agosto |           |
| Limonense          | 3 - 1     | Curridabat   | Juan Gobán      | 2 de agosto |           |
| Herediano          | 0 - 2     | Cartaginés   | Rosabal Cordero | 2 de agosto |           |
| Saprissa           | 0 - 0     | Guanacasteca | Nacional        | 2 de agosto |           |
| Total de goles: 13 |           |              |                 |             |           |

| Jornada 2         | Jornada 2 | Jornada 2   | Jornada 2       | Jornada 2   | Jornada 2 |
| Local             | Resultado | Visitante   | Estadio         | Fecha       |           |
| ----------------- | --------- | ----------- | --------------- | ----------- | --------- |
| San Carlos        | 1 - 0     | Puntarenas  | Carlos Ugalde   | 8 de agosto |           |
| Curridabat        | 0 - 3     | Alajuelense | Lito Monge      | 9 de agosto |           |
| Guanacasteca      | 1 - 0     | Limonense   | Chorotega       | 9 de agosto |           |
| Cartaginés        | 2 - 0     | Saprissa    | Fello Meza      | 9 de agosto |           |
| Ramonense         | 0 - 0     | Herediano   | Palmareño Solís | 9 de agosto |           |
| Total de goles: 7 |           |             |                 |             |           |

| Jornada 3         | Jornada 3 | Jornada 3    | Jornada 3       | Jornada 3    | Jornada 3 |
| Local             | Resultado | Visitante    | Estadio         | Fecha        |           |
| ----------------- | --------- | ------------ | --------------- | ------------ | --------- |
| San Carlos        | 0 - 1     | Curridabat   | Carlos Ugalde   | 15 de agosto |           |
| Limonense         | 3 - 2     | Cartaginés   | Juan Gobán      | 16 de agosto |           |
| Saprissa          | 0 - 0     | Ramonense    | Nacional        | 16 de agosto |           |
| Herediano         | 0 - 0     | Puntarenas   | Rosabal Cordero | 16 de agosto |           |
| Alajuelense       | 0 - 0     | Guanacasteca | Morera Soto     | 26 de agosto |           |
| Total de goles: 6 |           |              |                 |              |           |

| Jornada 4          | Jornada 4 | Jornada 4   | Jornada 4       | Jornada 4        | Jornada 4 |
| Local              | Resultado | Visitante   | Estadio         | Fecha            |           |
| ------------------ | --------- | ----------- | --------------- | ---------------- | --------- |
| Curridabat         | 1 - 4     | Puntarenas  | Lito Monge      | 23 de agosto     |           |
| Ramonense          | 3 - 0     | Limonense   | Palmareño Solís | 23 de agosto     |           |
| Guanacasteca       | 1 - 2     | San Carlos  | Chorotega       | 23 de agosto     |           |
| Cartaginés         | 2 - 3     | Alajuelense | Fello Meza      | 2 de septiembre  |           |
| Herediano          | 2 - 2     | Saprissa    | Rosabal Cordero | 16 de septiembre |           |
| Total de goles: 20 |           |             |                 |                  |           |

| Jornada 5          | Jornada 5 | Jornada 5    | Jornada 5       | Jornada 5        | Jornada 5 |
| Local              | Resultado | Visitante    | Estadio         | Fecha            |           |
| ------------------ | --------- | ------------ | --------------- | ---------------- | --------- |
| San Carlos         | 0 - 1     | Cartaginés   | Carlos Ugalde   | 29 de agosto     |           |
| Alajuelense        | 4 - 1     | Ramonense    | Morera Soto     | 30 de agosto     |           |
| Curridabat         | 2 - 1     | Guanacasteca | Lito Monge      | 30 de agosto     |           |
| Puntarenas         | 1 - 0     | Saprissa     | Rosabal Cordero | 30 de septiembre |           |
| Herediano          | 5 - 0     | Limonense    | Rosabal Cordero | 7 de octubre     |           |
| Total de goles: 15 |           |              |                 |                  |           |

| Jornada 6          | Jornada 6 | Jornada 6   | Jornada 6       | Jornada 6       | Jornada 6 |
| Local              | Resultado | Visitante   | Estadio         | Fecha           |           |
| ------------------ | --------- | ----------- | --------------- | --------------- | --------- |
| Guanacasteca       | 0 - 1     | Puntarenas  | Chorotega       | 6 de septiembre |           |
| Herediano          | 1 - 1     | Alajuelense | Rosabal Cordero | 6 de septiembre |           |
| Saprissa           | 2 - 1     | Limonense   | Nacional        | 6 de septiembre |           |
| Cartaginés         | 2 - 0     | Curridabat  | Fello Meza      | 6 de septiembre |           |
| Ramonense          | 3 - 2     | San Carlos  | Palmareño Solís | 6 de septiembre |           |
| Total de goles: 13 |           |             |                 |                 |           |

| Jornada 7         | Jornada 7 | Jornada 7  | Jornada 7     | Jornada 7        | Jornada 7 |
| Local             | Resultado | Visitante  | Estadio       | Fecha            |           |
| ----------------- | --------- | ---------- | ------------- | ---------------- | --------- |
| San Carlos        | 0 - 1     | Herediano  | Carlos Ugalde | 12 de septiembre |           |
| Alajuelense       | 0 - 0     | Saprissa   | Morera Soto   | 13 de septiembre |           |
| Guanacasteca      | 3 - 2     | Cartaginés | Chorotega     | 13 de septiembre |           |
| Curridabat        | 0 - 0     | Ramonense  | Lito Monge    | 13 de septiembre |           |
| Limonense         | 2 - 1     | Puntarenas | Juan Gobán    | 13 de septiembre |           |
| Total de goles: 9 |           |            |               |                  |           |

| Jornada 8          | Jornada 8 | Jornada 8    | Jornada 8       | Jornada 8        | Jornada 8 |
| Local              | Resultado | Visitante    | Estadio         | Fecha            |           |
| ------------------ | --------- | ------------ | --------------- | ---------------- | --------- |
| Cartaginés         | 1 - 0     | Puntarenas   | Fello Meza      | 20 de septiembre |           |
| Limonense          | 0 - 3     | Alajuelense  | Juan Gobán      | 20 de septiembre |           |
| Ramonense          | 0 - 0     | Guanacasteca | Palmareño Solís | 20 de septiembre |           |
| Herediano          | 3 - 3     | Curridabat   | Rosabal Cordero | 20 de septiembre |           |
| Saprissa           | 2 - 1     | San Carlos   | Nacional        | 20 de septiembre |           |
| Total de goles: 13 |           |              |                 |                  |           |

| Jornada 9          | Jornada 9 | Jornada 9  | Jornada 9     | Jornada 9        | Jornada 9 |
| Local              | Resultado | Visitante  | Estadio       | Fecha            |           |
| ------------------ | --------- | ---------- | ------------- | ---------------- | --------- |
| San Carlos         | 1 - 0     | Limonense  | Carlos Ugalde | 26 de septiembre |           |
| Cartaginés         | 2 - 0     | Ramonense  | Fello Meza    | 27 de septiembre |           |
| Guanacasteca       | 1 - 3     | Herediano  | Chorotega     | 27 de septiembre |           |
| Curridabat         | 2 - 1     | Saprissa   | Nacional      | 27 de septiembre |           |
| Alajuelense        | 2 - 2     | Puntarenas | Morera Soto   | 27 de septiembre |           |
| Total de goles: 14 |           |            |               |                  |           |

| Jornada 10         | Jornada 10 | Jornada 10  | Jornada 10      | Jornada 10   | Jornada 10 |
| Local              | Resultado  | Visitante   | Estadio         | Fecha        |            |
| ------------------ | ---------- | ----------- | --------------- | ------------ | ---------- |
| San Carlos         | 2 - 1      | Alajuelense | Carlos Ugalde   | 3 de octubre |            |
| Ramonense          | 1 - 2      | Puntarenas  | Palmareño Solís | 4 de octubre |            |
| Curridabat         | 1 - 1      | Limonense   | Lito Monge      | 4 de octubre |            |
| Cartaginés         | 1 - 1      | Herediano   | Fello Meza      | 4 de octubre |            |
| Guanacasteca       | 1 - 0      | Saprissa    | Chorotega       | 4 de octubre |            |
| Total de goles: 11 |            |             |                 |              |            |

| Jornada 11        | Jornada 11 | Jornada 11   | Jornada 11      | Jornada 11    | Jornada 11 |
| Local             | Resultado  | Visitante    | Estadio         | Fecha         |            |
| ----------------- | ---------- | ------------ | --------------- | ------------- | ---------- |
| Saprissa          | 1 - 0      | Cartaginés   | Nacional        | 10 de octubre |            |
| Alajuelense       | 2 - 1      | Curridabat   | Morera Soto     | 10 de octubre |            |
| Limonense         | 1 - 0      | Guanacasteca | Juan Gobán      | 11 de octubre |            |
| Puntarenas        | 4 - 0      | San Carlos   | Lito Pérez      | 11 de octubre |            |
| Herediano         | 0 - 0      | Ramonense    | Rosabal Cordero | 11 de octubre |            |
| Total de goles: 9 |            |              |                 |               |            |

| Jornada 12        | Jornada 12 | Jornada 12  | Jornada 12      | Jornada 12    | Jornada 12 |
| Local             | Resultado  | Visitante   | Estadio         | Fecha         |            |
| ----------------- | ---------- | ----------- | --------------- | ------------- | ---------- |
| Puntarenas        | 1 - 0      | Herediano   | Lito Pérez      | 18 de octubre |            |
| Cartaginés        | 3 - 0      | Limonense   | Fello Meza      | 18 de octubre |            |
| Ramonense         | 0 - 2      | Saprissa    | Palmareño Solís | 18 de octubre |            |
| Curridabat        | 1 - 2      | San Carlos  | Lito Monge      | 18 de octubre |            |
| Guanacasteca      | 0 - 0      | Alajuelense | Chorotega       | 18 de octubre |            |
| Total de goles: 9 |            |             |                 |               |            |

| Jornada 13        | Jornada 13 | Jornada 13   | Jornada 13      | Jornada 13    | Jornada 13 |
| Local             | Resultado  | Visitante    | Estadio         | Fecha         |            |
| ----------------- | ---------- | ------------ | --------------- | ------------- | ---------- |
| San Carlos        | 2 - 0      | Guanacasteca | Carlos Ugalde   | 24 de octubre |            |
| Saprissa          | 0 - 2      | Herediano    | Nacional        | 24 de octubre |            |
| Alajuelense       | 1 - 1      | Cartaginés   | Morera Soto     | 25 de octubre |            |
| Puntarenas        | 2 - 0      | Curridabat   | Lito Pérez      | 25 de octubre |            |
| Limonense         | 0 - 0      | Ramonense    | Rosabal Cordero | 29 de octubre |            |
| Total de goles: 8 |            |              |                 |               |            |

| Jornada 14         | Jornada 14 | Jornada 14  | Jornada 14      | Jornada 14     | Jornada 14 |
| Local              | Resultado  | Visitante   | Estadio         | Fecha          |            |
| ------------------ | ---------- | ----------- | --------------- | -------------- | ---------- |
| Saprissa           | 2 - 0      | Puntarenas  | Nacional        | 31 de octubre  |            |
| Ramonense          | 0 - 3      | Alajuelense | Palmareño Solís | 1 de noviembre |            |
| Limonense          | 0 - 3      | Herediano   | Juan Gobán      | 1 de noviembre |            |
| Guanacasteca       | 1 - 2      | Curridabat  | Chorotega       | 1 de noviembre |            |
| Cartaginés         | 0 - 0      | San Carlos  | Fello Meza      | 1 de noviembre |            |
| Total de goles: 11 |            |             |                 |                |            |

| Jornada 15        | Jornada 15 | Jornada 15   | Jornada 15    | Jornada 15     | Jornada 15 |
| Local             | Resultado  | Visitante    | Estadio       | Fecha          |            |
| ----------------- | ---------- | ------------ | ------------- | -------------- | ---------- |
| San Carlos        | 1 - 1      | Ramonense    | Carlos Ugalde | 7 de noviembre |            |
| Alajuelense       | 2 - 1      | Herediano    | Morera Soto   | 7 de noviembre |            |
| Limonense         | 0 - 1      | Saprissa     | Juan Gobán    | 8 de noviembre |            |
| Curridabat        | 2 - 0      | Cartaginés   | Lito Monge    | 8 de noviembre |            |
| Puntarenas        | 0 - 1      | Guanacasteca | Lito Pérez    | 8 de noviembre |            |
| Total de goles: 9 |            |              |               |                |            |

| Jornada 16        | Jornada 16 | Jornada 16   | Jornada 16       | Jornada 16      | Jornada 16 |
| Local             | Resultado  | Visitante    | Estadio          | Fecha           |            |
| ----------------- | ---------- | ------------ | ---------------- | --------------- | ---------- |
| Herediano         | 1 - 0      | San Carlos   | Rosabal Cordero  | 14 de noviembre |            |
| Saprissa          | 0 - 0      | Alajuelense  | Ricardo Saprissa | 15 de noviembre |            |
| Cartaginés        | 2 - 2      | Guanacasteca | Fello Meza       | 15 de noviembre |            |
| Ramonense         | 2 - 0      | Curridabat   | Palmareño Solís  | 15 de noviembre |            |
| Puntarenas        | 2 - 0      | Limonense    | Lito Pérez       | 15 de noviembre |            |
| Total de goles: 9 |            |              |                  |                 |            |

| Jornada 17         | Jornada 17 | Jornada 17 | Jornada 17    | Jornada 17      | Jornada 17 |
| Local              | Resultado  | Visitante  | Estadio       | Fecha           |            |
| ------------------ | ---------- | ---------- | ------------- | --------------- | ---------- |
| San Carlos         | 0 - 0      | Saprissa   | Carlos Ugalde | 22 de noviembre |            |
| Alajuelense        | 3 - 0      | Limonense  | Morera Soto   | 22 de noviembre |            |
| Guanacasteca       | 2 - 0      | Ramonense  | Chorotega     | 22 de noviembre |            |
| Curridabat         | 0 - 4      | Herediano  | Lito Monge    | 22 de noviembre |            |
| Puntarenas         | 1 - 0      | Cartaginés | Lito Pérez    | 22 de noviembre |            |
| Total de goles: 10 |            |            |               |                 |            |

| Jornada 18         | Jornada 18 | Jornada 18   | Jornada 18       | Jornada 18      | Jornada 18 |
| Local              | Resultado  | Visitante    | Estadio          | Fecha           |            |
| ------------------ | ---------- | ------------ | ---------------- | --------------- | ---------- |
| Herediano          | 5 - 2      | Guanacasteca | Rosabal Cordero  | 28 de noviembre |            |
| Saprissa           | 5 - 1      | Curridabat   | Ricardo Saprissa | 28 de noviembre |            |
| Puntarenas         | 1 - 1      | Alajuelense  | Lito Pérez       | 29 de noviembre |            |
| Ramonense          | 0 - 0      | Cartaginés   | Palmareño Solís  | 29 de noviembre |            |
| Limonense          | 1 - 0      | San Carlos   | Juan Gobán       | 29 de noviembre |            |
| Total de goles: 16 |            |              |                  |                 |            |

| Jornada 19        | Jornada 19 | Jornada 19   | Jornada 19       | Jornada 19     | Jornada 19 |
| Local             | Resultado  | Visitante    | Estadio          | Fecha          |            |
| ----------------- | ---------- | ------------ | ---------------- | -------------- | ---------- |
| Saprissa          | 1 - 1      | Guanacasteca | Ricardo Saprissa | 4 de diciembre |            |
| Alajuelense       | 1 - 1      | San Carlos   | Morera Soto      | 5 de diciembre |            |
| Puntarenas        | 0 - 0      | Ramonense    | Lito Pérez       | 5 de diciembre |            |
| Herediano         | 3 - 0      | Cartaginés   | Rosabal Cordero  | 5 de diciembre |            |
| Limonense         | 1 - 1      | Curridabat   | Juan Gobán       | 5 de diciembre |            |
| Total de goles: 9 |            |              |                  |                |            |

| Jornada 20         | Jornada 20 | Jornada 20  | Jornada 20      | Jornada 20     | Jornada 20 |
| Local              | Resultado  | Visitante   | Estadio         | Fecha          |            |
| ------------------ | ---------- | ----------- | --------------- | -------------- | ---------- |
| Curridabat         | 1 - 1      | Alajuelense | Lito Monge      | 8 de diciembre |            |
| Ramonense          | 1 - 2      | Herediano   | Palmareño Solís | 8 de diciembre |            |
| Guanacasteca       | 1 - 0      | Limonense   | Chorotega       | 8 de diciembre |            |
| Cartaginés         | 1 - 1      | Saprissa    | Fello Meza      | 8 de diciembre |            |
| San Carlos         | 2 - 1      | Puntarenas  | Carlos Ugalde   | 9 de diciembre |            |
| Total de goles: 11 |            |             |                 |                |            |

| Jornada 21        | Jornada 21 | Jornada 21   | Jornada 21       | Jornada 21      | Jornada 21 |
| Local             | Resultado  | Visitante    | Estadio          | Fecha           |            |
| ----------------- | ---------- | ------------ | ---------------- | --------------- | ---------- |
| Alajuelense       | 2 - 0      | Guanacasteca | Morera Soto      | 19 de diciembre |            |
| San Carlos        | 1 - 2      | Curridabat   | Carlos Ugalde    | 19 de diciembre |            |
| Saprissa          | 3 - 0      | Ramonense    | Ricardo Saprissa | 19 de diciembre |            |
| Puntarenas        | 0 - 0      | Herediano    | Lito Pérez       | 20 de diciembre |            |
| Limonense         | 0 - 0      | Cartaginés   | Rosabal Cordero  | 30 de marzo     |            |
| Total de goles: 8 |            |              |                  |                 |            |

| Jornada 22        | Jornada 22 | Jornada 22  | Jornada 22      | Jornada 22      | Jornada 22 |
| Local             | Resultado  | Visitante   | Estadio         | Fecha           |            |
| ----------------- | ---------- | ----------- | --------------- | --------------- | ---------- |
| Herediano         | 0 - 2      | Saprissa    | Rosabal Cordero | 26 de diciembre |            |
| Cartaginés        | 0 - 0      | Alajuelense | Fello Meza      | 26 de diciembre |            |
| Curridabat        | 0 - 0      | Puntarenas  | Lito Monge      | 27 de diciembre |            |
| Guanacasteca      | 2 - 0      | San Carlos  | Chorotega       | 27 de diciembre |            |
| Ramonense         | 1 - 1      | Limonense   | Palmareño Solís | 27 de diciembre |            |
| Total de goles: 6 |            |             |                 |                 |            |

| Jornada 23        | Jornada 23 | Jornada 23   | Jornada 23    | Jornada 23 | Jornada 23 |
| Local             | Resultado  | Visitante    | Estadio       | Fecha      |            |
| ----------------- | ---------- | ------------ | ------------- | ---------- | ---------- |
| San Carlos        | 4 - 0      | Cartaginés   | Carlos Ugalde |            |            |
| Alajuelense       | 0 - 0      | Ramonense    | Morera Soto   |            |            |
| Limonense         | 0 - 0      | Herediano    | Juan Gobán    |            |            |
| Curridabat        | 0 - 0      | Guanacasteca | Lito Monge    |            |            |
| Puntarenas        | 0 - 0      | Saprissa     | Lito Pérez    |            |            |
| Total de goles: 4 |            |              |               |            |            |

| Jornada 24         | Jornada 24 | Jornada 24  | Jornada 24       | Jornada 24 | Jornada 24 |
| Local              | Resultado  | Visitante   | Estadio          | Fecha      |            |
| ------------------ | ---------- | ----------- | ---------------- | ---------- | ---------- |
| Saprissa           | 1 - 1      | Limonense   | Ricardo Saprissa |            |            |
| Herediano          | 1 - 3      | Alajuelense | Rosabal Cordero  |            |            |
| Guanacasteca       | 1 - 0      | Puntarenas  | Chorotega        |            |            |
| Cartaginés         | 2 - 1      | Curridabat  | Fello Meza       |            |            |
| Ramonense          | 0 - 0      | San Carlos  | Palmareño Solís  |            |            |
| Total de goles: 10 |            |             |                  |            |            |

| Jornada 25        | Jornada 25 | Jornada 25 | Jornada 25    | Jornada 25 | Jornada 25 |
| Local             | Resultado  | Visitante  | Estadio       | Fecha      |            |
| ----------------- | ---------- | ---------- | ------------- | ---------- | ---------- |
| Puntarenas        | 1 - 0      | Limonense  | Lito Pérez    |            |            |
| Alajuelense       | 0 - 1      | Saprissa   | Morera Soto   |            |            |
| San Carlos        | 0 - 2      | Herediano  | Carlos Ugalde |            |            |
| Guanacasteca      | 1 - 0      | Cartaginés | Chorotega     |            |            |
| Curridabat        | 1 - 2      | Ramonense  | Lito Monge    |            |            |
| Total de goles: 8 |            |            |               |            |            |

| Jornada 26        | Jornada 26 | Jornada 26   | Jornada 26       | Jornada 26   | Jornada 26 |
| Local             | Resultado  | Visitante    | Estadio          | Fecha        |            |
| ----------------- | ---------- | ------------ | ---------------- | ------------ | ---------- |
| Herediano         | 3 - 0      | Curridabat   | Rosabal Cordero  |              |            |
| Limonense         | 0 - 0      | Alajuelense  | Juan Gobán       |              |            |
| Ramonense         | 0 - 0      | Guanacasteca | Palmareño Solís  |              |            |
| Puntarenas        | 0 - 0      | Cartaginés   | Lito Pérez       |              |            |
| Saprissa          | 3 - 0      | San Carlos   | Ricardo Saprissa | 3 de febrero |            |
| Total de goles: 6 |            |              |                  |              |            |

| Jornada 27        | Jornada 27 | Jornada 27 | Jornada 27    | Jornada 27      | Jornada 27 |
| Local             | Resultado  | Visitante  | Estadio       | Fecha           |            |
| ----------------- | ---------- | ---------- | ------------- | --------------- | ---------- |
| Guanacasteca      | 0 - 1      | Herediano  | Nacional      | 16 de diciembre |            |
| San Carlos        | 4 - 0      | Limonense  | Carlos Ugalde |                 |            |
| Curridabat        | 0 - 1      | Saprissa   | Nacional      |                 |            |
| Cartaginés        | 1 - 0      | Ramonense  | Fello Meza    |                 |            |
| Alajuelense       | 0 - 1      | Puntarenas | Morera Soto   | 2 de febrero    |            |
| Total de goles: 8 |            |            |               |                 |            |

| Jornada 28         | Jornada 28 | Jornada 28  | Jornada 28      | Jornada 28    | Jornada 28 |
| Local              | Resultado  | Visitante   | Estadio         | Fecha         |            |
| ------------------ | ---------- | ----------- | --------------- | ------------- | ---------- |
| Ramonense          | 0 - 1      | Puntarenas  | Palmareño Solís | 6 de febrero  |            |
| San Carlos         | 1 - 0      | Alajuelense | Carlos Ugalde   | 6 de febrero  |            |
| Guanacasteca       | 2 - 2      | Saprissa    | Chorotega       | 7 de febrero  |            |
| Cartaginés         | 3 - 3      | Herediano   | Fello Meza      | 7 de febrero  |            |
| Curridabat         | 0 - 1      | Limonense   | Lito Monge      | 11 de febrero |            |
| Total de goles: 13 |            |             |                 |               |            |

| Jornada 29        | Jornada 29 | Jornada 29   | Jornada 29       | Jornada 29    | Jornada 29 |
| Local             | Resultado  | Visitante    | Estadio          | Fecha         |            |
| ----------------- | ---------- | ------------ | ---------------- | ------------- | ---------- |
| Saprissa          | 0 - 0      | Cartaginés   | Ricardo Saprissa | 13 de febrero |            |
| Herediano         | 0 - 0      | Ramonense    | Rosabal Cordero  | 13 de febrero |            |
| Puntarenas        | 2 - 0      | San Carlos   | Lito Pérez       | 14 de febrero |            |
| Limonense         | 0 - 0      | Guanacasteca | Juan Gobán       | 14 de febrero |            |
| Alajuelense       | 2 - 0      | Curridabat   | Morera Soto      | 16 de febrero |            |
| Total de goles: 4 |            |              |                  |               |            |

| Jornada 30         | Jornada 30 | Jornada 30  | Jornada 30      | Jornada 30    | Jornada 30 |
| Local              | Resultado  | Visitante   | Estadio         | Fecha         |            |
| ------------------ | ---------- | ----------- | --------------- | ------------- | ---------- |
| Curridabat         | 0 - 1      | San Carlos  | Lito Monge      | 20 de febrero |            |
| Ramonense          | 1 - 1      | Saprissa    | Morera Soto     | 20 de febrero |            |
| Cartaginés         | 3 - 0      | Limonense   | Fello Meza      | 21 de febrero |            |
| Herediano          | 4 - 2      | Puntarenas  | Rosabal Cordero | 21 de febrero |            |
| Guanacasteca       | 0 - 2      | Alajuelense | Chorotega       | 21 de febrero |            |
| Total de goles: 14 |            |             |                 |               |            |

| Jornada 31        | Jornada 31 | Jornada 31   | Jornada 31       | Jornada 31    | Jornada 31 |
| Local             | Resultado  | Visitante    | Estadio          | Fecha         |            |
| ----------------- | ---------- | ------------ | ---------------- | ------------- | ---------- |
| San Carlos        | 1 - 0      | Guanacasteca | Carlos Ugalde    | 27 de febrero |            |
| Saprissa          | 1 - 0      | Herediano    | Ricardo Saprissa | 27 de febrero |            |
| Alajuelense       | 0 - 1      | Cartaginés   | Morera Soto      | 28 de febrero |            |
| Puntarenas        | 3 - 1      | Curridabat   | Lito Pérez       | 28 de febrero |            |
| Limonense         | 2 - 0      | Ramonense    | Juan Gobán       | 28 de febrero |            |
| Total de goles: 9 |            |              |                  |               |            |

| Jornada 32         | Jornada 32 | Jornada 32  | Jornada 32       | Jornada 32 | Jornada 32 |
| Local              | Resultado  | Visitante   | Estadio          | Fecha      |            |
| ------------------ | ---------- | ----------- | ---------------- | ---------- | ---------- |
| Saprissa           | 2 - 0      | Puntarenas  | Ricardo Saprissa | 5 de marzo |            |
| Ramonense          | 2 - 3      | Alajuelense | Morera Soto      | 6 de marzo |            |
| Herediano          | 2 - 1      | Limonense   | Rosabal Cordero  | 6 de marzo |            |
| Guanacasteca       | 2 - 0      | Curridabat  | Chorotega        | 6 de marzo |            |
| Cartaginés         | 1 - 1      | San Carlos  | Fello Meza       | 6 de marzo |            |
| Total de goles: 14 |            |             |                  |            |            |

| Jornada 33        | Jornada 33 | Jornada 33   | Jornada 33    | Jornada 33  | Jornada 33 |
| Local             | Resultado  | Visitante    | Estadio       | Fecha       |            |
| ----------------- | ---------- | ------------ | ------------- | ----------- | ---------- |
| San Carlos        | 0 - 0      | Ramonense    | Carlos Ugalde | 12 de marzo |            |
| Alajuelense       | 0 - 0      | Herediano    | Morera Soto   | 12 de marzo |            |
| Limonense         | 2 - 0      | Saprissa     | Juan Gobán    | 13 de marzo |            |
| Curridabat        | 0 - 0      | Cartaginés   | Nacional      | 13 de marzo |            |
| Puntarenas        | 1 - 2      | Guanacasteca | Lito Pérez    | 13 de marzo |            |
| Total de goles: 5 |            |              |               |             |            |

| Jornada 34        | Jornada 34 | Jornada 34   | Jornada 34       | Jornada 34  | Jornada 34 |
| Local             | Resultado  | Visitante    | Estadio          | Fecha       |            |
| ----------------- | ---------- | ------------ | ---------------- | ----------- | ---------- |
| Cartaginés        | 2 - 1      | Guanacasteca | Fello Meza       | 19 de marzo |            |
| Saprissa          | 1 - 0      | Alajuelense  | Ricardo Saprissa | 19 de marzo |            |
| Herediano         | 3 - 0      | San Carlos   | Rosabal Cordero  | 20 de marzo |            |
| Ramonense         | 0 - 0      | Curridabat   | Palmareño Solís  | 20 de marzo |            |
| Limonense         | 0 - 0      | Puntarenas   | Juan Gobán       | 20 de marzo |            |
| Total de goles: 7 |            |              |                  |             |            |

| Jornada 35         | Jornada 35 | Jornada 35 | Jornada 35  | Jornada 35  | Jornada 35 |
| Local              | Resultado  | Visitante  | Estadio     | Fecha       |            |
| ------------------ | ---------- | ---------- | ----------- | ----------- | ---------- |
| Cartaginés         | 3 - 1      | Puntarenas | Fello Meza  | 26 de marzo |            |
| Alajuelense        | 1 - 1      | Limonense  | Morera Soto | 26 de marzo |            |
| Guanacasteca       | 1 - 1      | Ramonense  | Chorotega   | 27 de marzo |            |
| Curridabat         | 1 - 2      | Herediano  | Nacional    | 27 de marzo |            |
| San Carlos         |            | Saprissa   | Lito Pérez  | Cancelado   |            |
| Total de goles: 11 |            |            |             |             |            |

| Jornada 36         | Jornada 36 | Jornada 36   | Jornada 36       | Jornada 36 | Jornada 36 |
| Local              | Resultado  | Visitante    | Estadio          | Fecha      |            |
| ------------------ | ---------- | ------------ | ---------------- | ---------- | ---------- |
| Puntarenas         | 1 - 1      | Alajuelense  | Lito Pérez       | 3 de abril |            |
| Ramonense          | 1 - 1      | Cartaginés   | Palmareño Solís  | 3 de abril |            |
| Herediano          | 2 - 1      | Guanacasteca | Rosabal Cordero  | 3 de abril |            |
| Saprissa           | 4 - 1      | Curridabat   | Ricardo Saprissa | 3 de abril |            |
| Limonense          | 0 - 0      | San Carlos   | Juan Gobán       | 3 de abril |            |
| Total de goles: 12 |            |              |                  |            |            |

## Segunda fase

### Clasificación de la pentagonal
| Pos. | Equipo               | Pts. | PJ | G | E | P | GF | GC | Dif. | Notas                     |
| ---- | -------------------- | ---- | -- | - | - | - | -- | -- | ---- | ------------------------- |
| 1    | C. S. Cartaginés     | 10   | 8  | 4 | 2 | 2 | 9  | 7  | +2   | Clasifica a la gran final |
| 2    | L. D. Alajuelense    | 9.5  | 8  | 4 | 1 | 3 | 10 | 9  | +1   |                           |
| 3    | Deportivo Saprissa   | 9    | 8  | 3 | 2 | 3 | 9  | 9  | 0    |                           |
| 4    | C. S. Herediano      | 8    | 8  | 3 | 2 | 3 | 9  | 7  | +2   |                           |
| 5    | Municipal Puntarenas | 5.5  | 8  | 1 | 3 | 4 | 6  | 11 | −5   |                           |

 Fuente: La República
Criterios de clasificación: Puntos · Diferencia de goles · Goles a favor
Notas:
1. ↑  Alajuelense obtuvo 0,5 puntos adicionales en la pentagonal final al ganar la primera vuelta del torneo.[2]
2. ↑  Saprissa obtuvo 1 punto adicional en la pentagonal final al ganar la tercera y cuarta vuelta del torneo.[3][4]
3. ↑  Puntarenas obtuvo 0,5 puntos adicionales en la pentagonal final al ganar la segunda vuelta del torneo.[5]

#### Resultados
| Jornada 1                | Jornada 1 | Jornada 1 | Jornada 1   | Jornada 1   | Jornada 1 |
| Local                    | Resultado | Visitante | Estadio     | Fecha       |           |
| ------------------------ | --------- | --------- | ----------- | ----------- | --------- |
| Alajuelense              | 2 - 1     | Herediano | Morera Soto | 10 de abril |           |
| Puntarenas               | 1 - 1     | Saprissa  | Lito Pérez  | 10 de abril |           |
| Equipo libre: Cartaginés |           |           |             |             |           |
| Total de goles: 5        |           |           |             |             |           |

| Jornada 2                 | Jornada 2 | Jornada 2  | Jornada 2        | Jornada 2   | Jornada 2 |
| Local                     | Resultado | Visitante  | Estadio          | Fecha       |           |
| ------------------------- | --------- | ---------- | ---------------- | ----------- | --------- |
| Saprissa                  | 1 - 0     | Cartaginés | Ricardo Saprissa | 13 de abril |           |
| Herediano                 | 2 - 0     | Puntarenas | Rosabal Cordero  | 13 de abril |           |
| Equipo libre: Alajuelense |           |            |                  |             |           |
| Total de goles: 3         |           |            |                  |             |           |

| Jornada 3                | Jornada 3 | Jornada 3   | Jornada 3        | Jornada 3   | Jornada 3 |
| Local                    | Resultado | Visitante   | Estadio          | Fecha       |           |
| ------------------------ | --------- | ----------- | ---------------- | ----------- | --------- |
| Saprissa                 | 0 - 1     | Herediano   | Ricardo Saprissa | 16 de abril |           |
| Cartaginés               | 0 - 0     | Alajuelense | Fello Meza       | 17 de abril |           |
| Equipo libre: Puntarenas |           |             |                  |             |           |
| Total de goles: 1        |           |             |                  |             |           |

| Jornada 4              | Jornada 4 | Jornada 4   | Jornada 4       | Jornada 4   | Jornada 4 |
| Local                  | Resultado | Visitante   | Estadio         | Fecha       |           |
| ---------------------- | --------- | ----------- | --------------- | ----------- | --------- |
| Puntarenas             | 1 - 0     | Alajuelense | Lito Pérez      | 20 de abril |           |
| Herediano              | 0 - 0     | Cartaginés  | Rosabal Cordero | 20 de abril |           |
| Equipo libre: Saprissa |           |             |                 |             |           |
| Total de goles: 1      |           |             |                 |             |           |

| Jornada 5               | Jornada 5 | Jornada 5  | Jornada 5   | Jornada 5   | Jornada 5 |
| Local                   | Resultado | Visitante  | Estadio     | Fecha       |           |
| ----------------------- | --------- | ---------- | ----------- | ----------- | --------- |
| Alajuelense             | 1 - 2     | Saprissa   | Morera Soto | 24 de abril |           |
| Cartaginés              | 2 - 1     | Puntarenas | Fello Meza  | 24 de abril |           |
| Equipo libre: Herediano |           |            |             |             |           |
| Total de goles: 6       |           |            |             |             |           |

| Jornada 6                | Jornada 6 | Jornada 6   | Jornada 6        | Jornada 6   | Jornada 6 |
| Local                    | Resultado | Visitante   | Estadio          | Fecha       |           |
| ------------------------ | --------- | ----------- | ---------------- | ----------- | --------- |
| Herediano                | 3 - 1     | Alajuelense | Rosabal Cordero  | 27 de abril |           |
| Saprissa                 | 1 - 1     | Puntarenas  | Ricardo Saprissa | 27 de abril |           |
| Equipo libre: Cartaginés |           |             |                  |             |           |
| Total de goles: 6        |           |             |                  |             |           |

| Jornada 7                 | Jornada 7 | Jornada 7 | Jornada 7  | Jornada 7 | Jornada 7 |
| Local                     | Resultado | Visitante | Estadio    | Fecha     |           |
| ------------------------- | --------- | --------- | ---------- | --------- | --------- |
| Cartaginés                | 2 - 1     | Saprissa  | Fello Meza | 1 de mayo |           |
| Puntarenas                | 1 - 1     | Herediano | Lito Pérez | 1 de mayo |           |
| Equipo libre: Alajuelense |           |           |            |           |           |
| Total de goles: 5         |           |           |            |           |           |

| Jornada 8                | Jornada 8 | Jornada 8  | Jornada 8       | Jornada 8 | Jornada 8 |
| Local                    | Resultado | Visitante  | Estadio         | Fecha     |           |
| ------------------------ | --------- | ---------- | --------------- | --------- | --------- |
| Alajuelense              | 3 - 1     | Cartaginés | Morera Soto     | 4 de mayo |           |
| Herediano                | 1 - 2     | Saprissa   | Rosabal Cordero | 4 de mayo |           |
| Equipo libre: Puntarenas |           |            |                 |           |           |
| Total de goles: 7        |           |            |                 |           |           |

| Jornada 9              | Jornada 9 | Jornada 9  | Jornada 9   | Jornada 9 | Jornada 9 |
| Local                  | Resultado | Visitante  | Estadio     | Fecha     |           |
| ---------------------- | --------- | ---------- | ----------- | --------- | --------- |
| Alajuelense            | 1 - 0     | Puntarenas | Morera Soto | 8 de mayo |           |
| Cartaginés             | 1 - 0     | Herediano  | Fello Meza  | 8 de mayo |           |
| Equipo libre: Saprissa |           |            |             |           |           |
| Total de goles: 2      |           |            |             |           |           |

| Jornada 10              | Jornada 10 | Jornada 10  | Jornada 10       | Jornada 10 | Jornada 10 |
| Local                   | Resultado  | Visitante   | Estadio          | Fecha      |            |
| ----------------------- | ---------- | ----------- | ---------------- | ---------- | ---------- |
| Puntarenas              | 1 - 3      | Cartaginés  | Lito Pérez       | 11 de mayo |            |
| Saprissa                | 1 - 2      | Alajuelense | Ricardo Saprissa | 12 de mayo |            |
| Equipo libre: Herediano |            |             |                  |            |            |
| Total de goles: 7       |            |             |                  |            |            |

### Liguilla del no descenso
| Pos. | Equipo               | Pts. | PJ | G  | E  | P  | GF | GC | Dif. | Notas                 |
| ---- | -------------------- | ---- | -- | -- | -- | -- | -- | -- | ---- | --------------------- |
| 1    | A. D. San Carlos     | 40   | 44 | 14 | 12 | 18 | 39 | 42 | −3   |                       |
| 2    | A. D. Guanacasteca   | 40   | 44 | 13 | 14 | 17 | 37 | 48 | −11  |                       |
| 3    | A. D. Ramonense      | 37   | 44 | 7  | 23 | 14 | 30 | 43 | −13  |                       |
| 4    | A. D. Limonense      | 36   | 44 | 10 | 16 | 18 | 28 | 53 | −25  |                       |
| 5    | Municipal Curridabat | 33   | 44 | 11 | 11 | 22 | 33 | 64 | −31  | Descenso de categoría |

 Fuente: La República
Criterios de clasificación: Puntos · Diferencia de goles · Goles a favor

#### Resultados
| Jornada 1                | Jornada 1 | Jornada 1    | Jornada 1     | Jornada 1   | Jornada 1 |
| Local                    | Resultado | Visitante    | Estadio       | Fecha       |           |
| ------------------------ | --------- | ------------ | ------------- | ----------- | --------- |
| San Carlos               | 2 - 2     | Ramonense    | Carlos Ugalde | 9 de abril  |           |
| Limonense                | 1 - 1     | Guanacasteca | Juan Gobán    | 10 de abril |           |
| Equipo libre: Curridabat |           |              |               |             |           |
| Total de goles: 6        |           |              |               |             |           |

| Jornada 2               | Jornada 2 | Jornada 2  | Jornada 2   | Jornada 2   | Jornada 2 |
| Local                   | Resultado | Visitante  | Estadio     | Fecha       |           |
| ----------------------- | --------- | ---------- | ----------- | ----------- | --------- |
| Ramonense               | 0 - 0     | Curridabat | Morera Soto | 13 de abril |           |
| Guanacasteca            | 0 - 0     | San Carlos | Lito Pérez  | 13 de abril |           |
| Equipo libre: Limonense |           |            |             |             |           |
| Total de goles: 0       |           |            |             |             |           |

| Jornada 3                | Jornada 3 | Jornada 3    | Jornada 3       | Jornada 3   | Jornada 3 |
| Local                    | Resultado | Visitante    | Estadio         | Fecha       |           |
| ------------------------ | --------- | ------------ | --------------- | ----------- | --------- |
| Curridabat               | 1 - 0     | Limonense    | Lito Monge      | 17 de abril |           |
| Ramonense                | 2 - 0     | Guanacasteca | Palmareño Solís | 17 de abril |           |
| Equipo libre: San Carlos |           |              |                 |             |           |
| Total de goles: 3        |           |              |                 |             |           |

| Jornada 4               | Jornada 4 | Jornada 4  | Jornada 4          | Jornada 4   | Jornada 4 |
| Local                   | Resultado | Visitante  | Estadio            | Fecha       |           |
| ----------------------- | --------- | ---------- | ------------------ | ----------- | --------- |
| Guanacasteca            | 1 - 2     | Curridabat | Municipal de Cañas | 20 de abril |           |
| San Carlos              |           | Limonense  | Carlos Ugalde      | 20 de abril |           |
| Equipo libre: Ramonense |           |            |                    |             |           |
| Total de goles:         |           |            |                    |             |           |

| Jornada 5                  | Jornada 5 | Jornada 5  | Jornada 5  | Jornada 5   | Jornada 5 |
| Local                      | Resultado | Visitante  | Estadio    | Fecha       |           |
| -------------------------- | --------- | ---------- | ---------- | ----------- | --------- |
| Curridabat                 | 1 - 0     | San Carlos | Lito Monge | 24 de abril |           |
| Limonense                  | 0 - 0     | Ramonense  | Juan Gobán | 24 de abril |           |
| Equipo libre: Guanacasteca |           |            |            |             |           |
| Total de goles: 1          |           |            |            |             |           |

| Jornada 6                | Jornada 6 | Jornada 6  | Jornada 6       | Jornada 6   | Jornada 6 |
| Local                    | Resultado | Visitante  | Estadio         | Fecha       |           |
| ------------------------ | --------- | ---------- | --------------- | ----------- | --------- |
| Ramonense                | 1 - 0     | San Carlos | Palmareño Solís | 27 de abril |           |
| Guanacasteca             | 1 - 1     | Limonense  | Chorotega       | 27 de abril |           |
| Equipo libre: Curridabat |           |            |                 |             |           |
| Total de goles: 3        |           |            |                 |             |           |

| Jornada 7               | Jornada 7 | Jornada 7    | Jornada 7     | Jornada 7   | Jornada 7 |
| Local                   | Resultado | Visitante    | Estadio       | Fecha       |           |
| ----------------------- | --------- | ------------ | ------------- | ----------- | --------- |
| Curridabat              | 0 - 0     | Ramonense    | Lito Monge    | 30 de abril |           |
| San Carlos              | 4 - 0     | Guanacasteca | Carlos Ugalde | 30 de abril |           |
| Equipo libre: Limonense |           |              |               |             |           |
| Total de goles: 4       |           |              |               |             |           |

| Jornada 8                | Jornada 8 | Jornada 8  | Jornada 8          | Jornada 8 | Jornada 8 |
| Local                    | Resultado | Visitante  | Estadio            | Fecha     |           |
| ------------------------ | --------- | ---------- | ------------------ | --------- | --------- |
| Guanacasteca             | 2 - 1     | Ramonense  | Municipal de Cañas | 4 de mayo |           |
| Limonense                | 1 - 0     | Curridabat | Rosabal Cordero    | 5 de mayo |           |
| Equipo libre: San Carlos |           |            |                    |           |           |
| Total de goles: 4        |           |            |                    |           |           |

| Jornada 9               | Jornada 9 | Jornada 9    | Jornada 9  | Jornada 9 | Jornada 9 |
| Local                   | Resultado | Visitante    | Estadio    | Fecha     |           |
| ----------------------- | --------- | ------------ | ---------- | --------- | --------- |
| Limonense               | 2 - 1     | San Carlos   | Juan Gobán | 7 de mayo |           |
| Curridabat              | 1 - 0     | Guanacasteca | Lito Monge | 8 de mayo |           |
| Equipo libre: Ramonense |           |              |            |           |           |
| Total de goles: 4       |           |              |            |           |           |

| Jornada 10                 | Jornada 10 | Jornada 10 | Jornada 10      | Jornada 10 | Jornada 10 |
| Local                      | Resultado  | Visitante  | Estadio         | Fecha      |            |
| -------------------------- | ---------- | ---------- | --------------- | ---------- | ---------- |
| San Carlos                 | 1 - 0      | Curridabat | Carlos Ugalde   | 14 de mayo |            |
| Ramonense                  | 1 - 2      | Limonense  | Palmareño Solís | 14 de mayo |            |
| Equipo libre: Guanacasteca |            |            |                 |            |            |
| Total de goles: 4          |            |            |                 |            |            |

## Gran final

### Herediano vs. Cartaginés
| Ida; 15 de mayo de 1988, 11:10 | C. S. Herediano                           | 2:1 (1:1) | C. S. Cartaginés  | Estadio Nacional, San José                                  |                                                             |
|                                | - Carlos Camacho 28' - Luis Fernández 69' | Reporte   | - Erick Marín 32' | Asistencia: 14 603 espectadores Árbitro(s): Rodrigo Badilla | Asistencia: 14 603 espectadores Árbitro(s): Rodrigo Badilla |

| Vuelta; 19 de mayo de 1988, 20:00                                                                                         | C. S. Cartaginés   | 1:1 (1:0) (Global 2:3) | C. S. Herediano  | Estadio "Fello" Meza, Cartago                               |                                                             |
| | - Marco Quirós 19' | Reporte                | - Mario Orta 60' | Asistencia: 8 558 espectadores Árbitro(s): Víctor Rodríguez | Asistencia: 8 558 espectadores Árbitro(s): Víctor Rodríguez |
| Inicialmente programado para el 18 de mayo, se trasladó de fecha debido al mal estado de la cancha producto de la lluvia. |                    |                        |                  |                                                             |                                                             |

#### Final - ida
| -     | POR   | Jorge Arturo Hidalgo |     |
|       | DEF   | Roberto Carmona      |     |
|       | DEF   | Herbert Montero      |     |
|       | DEF   | Freddy Munguío       |     |
|       | DEF   | Álvaro Gutiérrez     | 46' |
|       | MED   | Germán Chavarría     |     |
|       | MED   | Norberto Huezo       |     |
|       | MED   | Carlos Camacho       |     |
|       | MED   | Claudio Jara         | 64' |
|       | DEL   | Sivianny Rodríguez   |     |
|       | DEL   | Marvin Obando        |     |
| D. T. | D. T. | Antonio Moyano       |     |

| -     | POR   | Róger Mora          |     |
|       | DEF   | Enrique Saborío     |     |
|       | DEF   | Luis Mena           |     |
|       | DEF   | José Chan           |     |
|       | DEF   | Eduardo Delgado     |     |
|       | MED   | Alexánder Sáenz     |     |
|       | MED   | Miguel Calvo        |     |
|       | MED   | Erick Marín         |     |
|       | MED   | Elías Arias         | 55' |
|       | DEL   | Marco Quirós        | 67' |
|       | DEL   | Franklin Williams   |     |
| D. T. | D. T. | Juan Luis Hernández |     |

| - | DEL | Mario Orta     | 46' |
|   | MED | Luis Fernández | 64' |

| - | DEL | Pastor Fernández    | 55' |
|   | MED | Marco Tulio Hidalgo | 67' |

| 28' · 69' | Carlos Camacho Luis Fernández | 1:0 2:1 |

| 32' | Erick Marín | 1:1 |

| Amonestado | Freddy Munguío |

| Amonestado | Luis Mena |

| Principal  | Rodrigo Badilla   |
| Asistentes | Carlos Luis Astúa |
|            | Marvin Amores     |

| -     | POR   | Jorge Arturo Hidalgo |     |
|       | DEF   | Roberto Carmona      |     |
|       | DEF   | Herbert Montero      |     |
|       | DEF   | Freddy Munguío       |     |
|       | DEF   | Álvaro Gutiérrez     | 46' |
|       | MED   | Germán Chavarría     |     |
|       | MED   | Norberto Huezo       |     |
|       | MED   | Carlos Camacho       |     |
|       | MED   | Claudio Jara         | 64' |
|       | DEL   | Sivianny Rodríguez   |     |
|       | DEL   | Marvin Obando        |     |
| D. T. | D. T. | Antonio Moyano       |     |

| -     | POR   | Róger Mora          |     |
|       | DEF   | Enrique Saborío     |     |
|       | DEF   | Luis Mena           |     |
|       | DEF   | José Chan           |     |
|       | DEF   | Eduardo Delgado     |     |
|       | MED   | Alexánder Sáenz     |     |
|       | MED   | Miguel Calvo        |     |
|       | MED   | Erick Marín         |     |
|       | MED   | Elías Arias         | 55' |
|       | DEL   | Marco Quirós        | 67' |
|       | DEL   | Franklin Williams   |     |
| D. T. | D. T. | Juan Luis Hernández |     |

| - | DEL | Mario Orta     | 46' |
|   | MED | Luis Fernández | 64' |

| - | DEL | Pastor Fernández    | 55' |
|   | MED | Marco Tulio Hidalgo | 67' |

| 28' · 69' | Carlos Camacho Luis Fernández | 1:0 2:1 |

| 32' | Erick Marín | 1:1 |

| Amonestado | Freddy Munguío |

| Amonestado | Luis Mena |

| Principal  | Rodrigo Badilla   |
| Asistentes | Carlos Luis Astúa |
|            | Marvin Amores     |

| -     | POR   | Jorge Arturo Hidalgo |     |
|       | DEF   | Roberto Carmona      |     |
|       | DEF   | Herbert Montero      |     |
|       | DEF   | Freddy Munguío       |     |
|       | DEF   | Álvaro Gutiérrez     | 46' |
|       | MED   | Germán Chavarría     |     |
|       | MED   | Norberto Huezo       |     |
|       | MED   | Carlos Camacho       |     |
|       | MED   | Claudio Jara         | 64' |
|       | DEL   | Sivianny Rodríguez   |     |
|       | DEL   | Marvin Obando        |     |
| D. T. | D. T. | Antonio Moyano       |     |

| -     | POR   | Róger Mora          |     |
|       | DEF   | Enrique Saborío     |     |
|       | DEF   | Luis Mena           |     |
|       | DEF   | José Chan           |     |
|       | DEF   | Eduardo Delgado     |     |
|       | MED   | Alexánder Sáenz     |     |
|       | MED   | Miguel Calvo        |     |
|       | MED   | Erick Marín         |     |
|       | MED   | Elías Arias         | 55' |
|       | DEL   | Marco Quirós        | 67' |
|       | DEL   | Franklin Williams   |     |
| D. T. | D. T. | Juan Luis Hernández |     |

| - | DEL | Mario Orta     | 46' |
|   | MED | Luis Fernández | 64' |

| - | DEL | Pastor Fernández    | 55' |
|   | MED | Marco Tulio Hidalgo | 67' |

| 28' · 69' | Carlos Camacho Luis Fernández | 1:0 2:1 |

| 32' | Erick Marín | 1:1 |

| Amonestado | Freddy Munguío |

| Amonestado | Luis Mena |

| Principal  | Rodrigo Badilla   |
| Asistentes | Carlos Luis Astúa |
|            | Marvin Amores     |

| -     | POR   | Jorge Arturo Hidalgo |     |
|       | DEF   | Roberto Carmona      |     |
|       | DEF   | Herbert Montero      |     |
|       | DEF   | Freddy Munguío       |     |
|       | DEF   | Álvaro Gutiérrez     | 46' |
|       | MED   | Germán Chavarría     |     |
|       | MED   | Norberto Huezo       |     |
|       | MED   | Carlos Camacho       |     |
|       | MED   | Claudio Jara         | 64' |
|       | DEL   | Sivianny Rodríguez   |     |
|       | DEL   | Marvin Obando        |     |
| D. T. | D. T. | Antonio Moyano       |     |

| -     | POR   | Róger Mora          |     |
|       | DEF   | Enrique Saborío     |     |
|       | DEF   | Luis Mena           |     |
|       | DEF   | José Chan           |     |
|       | DEF   | Eduardo Delgado     |     |
|       | MED   | Alexánder Sáenz     |     |
|       | MED   | Miguel Calvo        |     |
|       | MED   | Erick Marín         |     |
|       | MED   | Elías Arias         | 55' |
|       | DEL   | Marco Quirós        | 67' |
|       | DEL   | Franklin Williams   |     |
| D. T. | D. T. | Juan Luis Hernández |     |

| - | DEL | Mario Orta     | 46' |
|   | MED | Luis Fernández | 64' |

| - | DEL | Pastor Fernández    | 55' |
|   | MED | Marco Tulio Hidalgo | 67' |

| 28' · 69' | Carlos Camacho Luis Fernández | 1:0 2:1 |

| 32' | Erick Marín | 1:1 |

| Amonestado | Freddy Munguío |

| Amonestado | Luis Mena |

| Principal  | Rodrigo Badilla   |
| Asistentes | Carlos Luis Astúa |
|            | Marvin Amores     |

#### Final - vuelta
| -     | POR   | Román González      |     |
|       | DEF   | Enrique Saborío     |     |
|       | DEF   | José Chan           |     |
|       | DEF   | Héctor Marchena     |     |
|       | DEF   | Alexánder Sáenz     |     |
|       | MED   | Eduardo Delgado     |     |
|       | MED   | Miguel Calvo        |     |
|       | MED   | Erick Marín         | 68' |
|       | MED   | Marco Quirós        |     |
|       | DEL   | Pastor Fernández    | 68' |
|       | DEL   | Elías Arias         |     |
| D. T. | D. T. | Juan Luis Hernández |     |

| -     | POR   | Jorge Arturo Hidalgo |     |
|       | DEF   | Roberto Carmona      |     |
|       | DEF   | Freddy Munguío       |     |
|       | DEF   | Herbert Montero      |     |
|       | DEF   | Marvin Obando        |     |
|       | MED   | Germán Chavarría     |     |
|       | MED   | Carlos Camacho       |     |
|       | MED   | Norberto Huezo       | 46' |
|       | MED   | Mario Orta           | 64' |
|       | DEL   | Luis Fernández       |     |
|       | DEL   | Sivianny Rodríguez   |     |
| D. T. | D. T. | Antonio Moyano       |     |

| - | DEL | Franklin Williams   | 68' |
|   | MED | Marco Tulio Hidalgo | 68' |

| - | DEL | Claudio Jara | 46' |
|   | MED | Jorge Chévez | 64' |

| 19' | Marco Quirós | 1:0 |

| 60' | Mario Orta | 1:1 |

| Principal  | Víctor Rodríguez   |
| Asistentes | William Leal       |
|            | Joaquín Villalobos |

| -     | POR   | Román González      |     |
|       | DEF   | Enrique Saborío     |     |
|       | DEF   | José Chan           |     |
|       | DEF   | Héctor Marchena     |     |
|       | DEF   | Alexánder Sáenz     |     |
|       | MED   | Eduardo Delgado     |     |
|       | MED   | Miguel Calvo        |     |
|       | MED   | Erick Marín         | 68' |
|       | MED   | Marco Quirós        |     |
|       | DEL   | Pastor Fernández    | 68' |
|       | DEL   | Elías Arias         |     |
| D. T. | D. T. | Juan Luis Hernández |     |

| -     | POR   | Jorge Arturo Hidalgo |     |
|       | DEF   | Roberto Carmona      |     |
|       | DEF   | Freddy Munguío       |     |
|       | DEF   | Herbert Montero      |     |
|       | DEF   | Marvin Obando        |     |
|       | MED   | Germán Chavarría     |     |
|       | MED   | Carlos Camacho       |     |
|       | MED   | Norberto Huezo       | 46' |
|       | MED   | Mario Orta           | 64' |
|       | DEL   | Luis Fernández       |     |
|       | DEL   | Sivianny Rodríguez   |     |
| D. T. | D. T. | Antonio Moyano       |     |

| - | DEL | Franklin Williams   | 68' |
|   | MED | Marco Tulio Hidalgo | 68' |

| - | DEL | Claudio Jara | 46' |
|   | MED | Jorge Chévez | 64' |

| 19' | Marco Quirós | 1:0 |

| 60' | Mario Orta | 1:1 |

| Principal  | Víctor Rodríguez   |
| Asistentes | William Leal       |
|            | Joaquín Villalobos |

| -     | POR   | Román González      |     |
|       | DEF   | Enrique Saborío     |     |
|       | DEF   | José Chan           |     |
|       | DEF   | Héctor Marchena     |     |
|       | DEF   | Alexánder Sáenz     |     |
|       | MED   | Eduardo Delgado     |     |
|       | MED   | Miguel Calvo        |     |
|       | MED   | Erick Marín         | 68' |
|       | MED   | Marco Quirós        |     |
|       | DEL   | Pastor Fernández    | 68' |
|       | DEL   | Elías Arias         |     |
| D. T. | D. T. | Juan Luis Hernández |     |

| -     | POR   | Jorge Arturo Hidalgo |     |
|       | DEF   | Roberto Carmona      |     |
|       | DEF   | Freddy Munguío       |     |
|       | DEF   | Herbert Montero      |     |
|       | DEF   | Marvin Obando        |     |
|       | MED   | Germán Chavarría     |     |
|       | MED   | Carlos Camacho       |     |
|       | MED   | Norberto Huezo       | 46' |
|       | MED   | Mario Orta           | 64' |
|       | DEL   | Luis Fernández       |     |
|       | DEL   | Sivianny Rodríguez   |     |
| D. T. | D. T. | Antonio Moyano       |     |

| - | DEL | Franklin Williams   | 68' |
|   | MED | Marco Tulio Hidalgo | 68' |

| - | DEL | Claudio Jara | 46' |
|   | MED | Jorge Chévez | 64' |

| 19' | Marco Quirós | 1:0 |

| 60' | Mario Orta | 1:1 |

| Principal  | Víctor Rodríguez   |
| Asistentes | William Leal       |
|            | Joaquín Villalobos |

| -     | POR   | Román González      |     |
|       | DEF   | Enrique Saborío     |     |
|       | DEF   | José Chan           |     |
|       | DEF   | Héctor Marchena     |     |
|       | DEF   | Alexánder Sáenz     |     |
|       | MED   | Eduardo Delgado     |     |
|       | MED   | Miguel Calvo        |     |
|       | MED   | Erick Marín         | 68' |
|       | MED   | Marco Quirós        |     |
|       | DEL   | Pastor Fernández    | 68' |
|       | DEL   | Elías Arias         |     |
| D. T. | D. T. | Juan Luis Hernández |     |

| -     | POR   | Jorge Arturo Hidalgo |     |
|       | DEF   | Roberto Carmona      |     |
|       | DEF   | Freddy Munguío       |     |
|       | DEF   | Herbert Montero      |     |
|       | DEF   | Marvin Obando        |     |
|       | MED   | Germán Chavarría     |     |
|       | MED   | Carlos Camacho       |     |
|       | MED   | Norberto Huezo       | 46' |
|       | MED   | Mario Orta           | 64' |
|       | DEL   | Luis Fernández       |     |
|       | DEL   | Sivianny Rodríguez   |     |
| D. T. | D. T. | Antonio Moyano       |     |

| - | DEL | Franklin Williams   | 68' |
|   | MED | Marco Tulio Hidalgo | 68' |

| - | DEL | Claudio Jara | 46' |
|   | MED | Jorge Chévez | 64' |

| 19' | Marco Quirós | 1:0 |

| 60' | Mario Orta | 1:1 |

| Principal  | Víctor Rodríguez   |
| Asistentes | William Leal       |
|            | Joaquín Villalobos |

|                                     |
|                                     |
| Campeón C. S. Herediano 20.º título |

## Estadísticas

### Tabla de goleadores
Lista con los máximos anotadores de la temporada.
| Pos. | Jugador            | Equipo       | Goles |
| ---- | ------------------ | ------------ | ----- |
| 1.º  | Claudio Jara       | Herediano    | 19    |
| 2.º  | Juan Cayasso       | Alajuelense  | 15    |
| 3.º  | Evaristo Coronado  | Saprissa     | 13    |
| 4.º  | Víctor Calvo       | Curridabat   | 12    |
| 5.º  | Franklin Williams  | Cartaginés   | 11    |
| 6.º  | Benigno Guido      | Guanacasteca | 10    |
| =    | Sivianny Rodríguez | Herediano    | 10    |